# 托塔維 (新墨西哥州)
托塔維（英語：Totavi）是位於美國新墨西哥州聖菲縣的非建制地區。

## 歷史
托塔維的郵局於1949年設立，其後於1953年停運。

## 地理
托塔維所處的海拔為高於海平面1762米（即5781英呎），而該地所採用的時區為UTC-7，即北美山地时区（MST）。同時該地設有夏令時間，為UTC-7調快一小時，即UTC-6（MDT）。